# نق
نق یا نق زدن (به انگلیسی: Nagging)، در ارتباطات میان‌فردی، رفتاری تکراری به شکل آزار دادن، هجو، آزار و اذیت کردن، یا هر گونه ترغیب مداوم فرد برای تکمیل درخواست‌های ازپیش بحث‌شده یا عمل به توصیه است. این کلمه از کلمه اسکاندیناویایی ناگا گرفته شده است که به معنای «جویدن» (to gnaw) است.
نق زدن یک شکل بسیار رایج از متقاعد کردن است که در همهٔ جنبه‌های زندگی از جمله خانگی و حرفه‌ای استفاده می‌شود. همچنین برای جلوگیری از حرکات متقاعدکننده تهاجمی مانند تهدید، یک روش معمول است.